# ممسك الإبرة

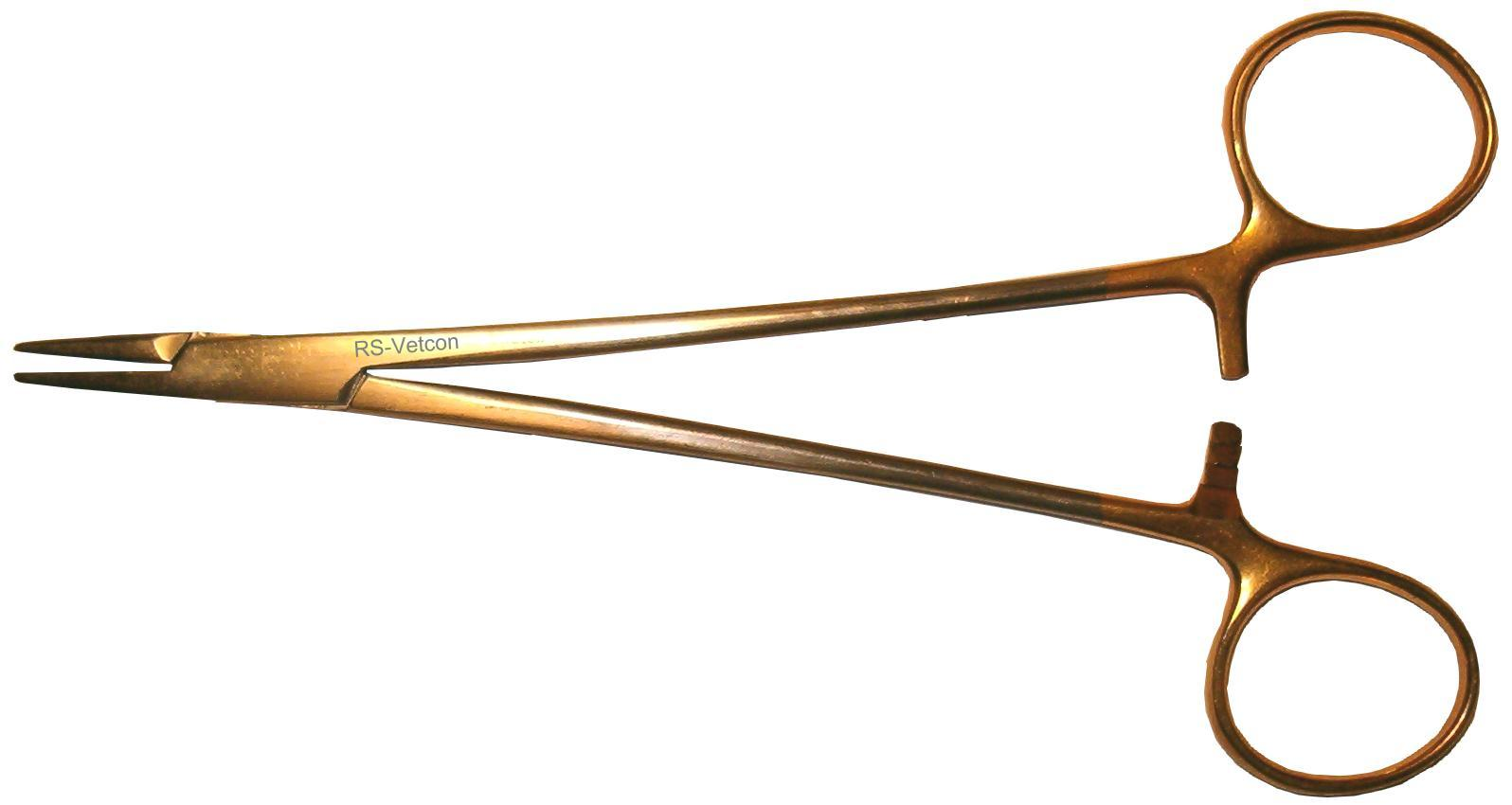
ممسك إبرة من نوع مايو-هيغار.

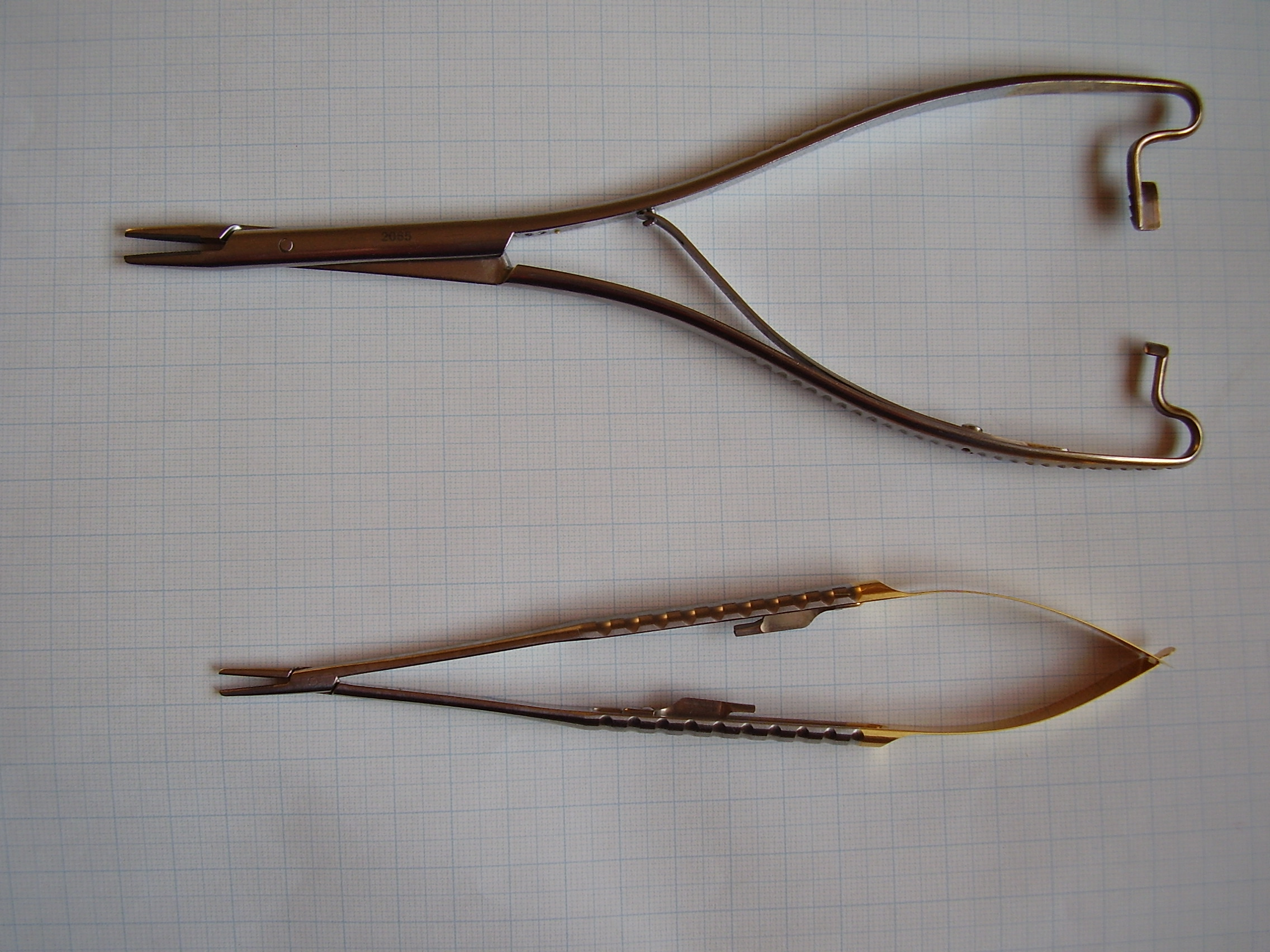
ممسكا إبرة.

ممسك الإبرة (بالإنجليزية: needle holder أو needle driver)‏ هي أداة جراحة تشبه الملقط قاطع النزيف يستعملها الأطباء والجراحون لحمل إبرة الخيط الجراحي لمعالجة الجروح وتخييطها بعد العمليات الجراحية.
يتكون ممسك الإبرة من فكين ومفصل وذراعين. تحتوي بعض أنواع ممسك الإبرة على ملقاط لقفل الإبرة في مكانها.

## أمثلة
من أنواع ممسك الإبرة، ممسك كاستروفيخو الذي يستعمل في جراحة العيون والجراحة المجهرية.